# مارینو (نفتکامسک، باشقیرستان)
مارینو (انگلیسی: Marino, Neftekamsk, Republic of Bashkortostan) یک شهرک در ناحیه شهری نفتکامسک در استان باشقیرستان کشور روسیه است.